# 크라우스-마파이 베크만
크라우스-마파이 베크만(독일어: Krauss-Maffei Wegmann GmbH & Co KG, KMW)은 독일의 방위산업체이다. 주로 군사용 차량을 전문적으로 생산하며, 대표적인 제품으로는 레오파르트 2, PzH 2000, 퓨마 보병전투차 등이 있다.

## 역사
1838년 요제프 안톤 폰 마파이(Joseph Anton von Maffei)는 뮌헨의 첫 기차 공장을 설립하였다. 이 공장은 1931년 크라우스 & Co.(Krauss & Co.)와 크라우스-마파이 AG라는 이름으로 합쳐져 1930년대에 처음으로 군사 제품을 생산하기 시작하였다. 1963년 그라우스-마파이는 레오파르트 1 전차의 종합 계약자로 생산을 시작하였다. 그 이후로도 크라우스-마파이에서는 게파드 자주대공포와 레오파르트 2 주력 전차를 생산하였다.
한편 1882년 페터 베크만(Peter Wegmann)과 리하르트 하르코르트(Richard Harkort)는 함께 베크만, 하르코르트 사의 카셀 자동차 공장(Casseler Waggonfabriken von Wegmann, Harkort & Co.)을 설립하였는데 이것이 베크만 & Co.(Wegmann & Co.)의 시초이다. 1912년 아우구스트 보데(August Bode)와 콘라트 쾰러(Conrad Köhler)에게 인수된 베크만은 1930년대에 헨셸-베크만 기차의 차량 제작사로 명성을 얻게 된다. 1960년대에 베크만에서는 레오파르트 1, 게파드 자주대공포, 레오파르트 2의 포탑 제작과 화포 및 정찰 체계에 전문성을 갖추게 된다.
1999년 크라우스-마파이 AG(Krauss-Maffei AG)의 방산 분야와 와 베크만 & Co. GmbH(Wegmann & Co. GmbH)가 합병하여 크라우스-마파이 베크만으로 거듭나 기갑 차량 및 화포, 방공 분야에서 유럽 최고의 방산기업 중 하나가 되었다.

## 주요 생산품
- 레오파르트 1
- 레오파르트 2
- 게파드 자주대공포
- 퓨마
- 복서
- PzH 2000
- 도나르